# Rei dels Gots
Aquest article fa referència al títol; per les migracions dels gots, veure visigots, ostrogots.
El títol de rei dels Gots (Götes konung en suec, Gothernes konge / De Gothers Konge en danès, gothorum rex en llatí) fou utilitzats durant segles pels reis de Suècia i pels reis de Dinamarca, per denotar la sobirania o la reclamació de sobirania sobre l'antic poble dels gots.
Pels reis de Dinamarca, el títol feia referència al seu govern sobre l'illa de Gotland, i pels reis de Suècia, feia referència a l'illa i als gots d'Escandinàvia, poble que conformava la nació sueca.

## Període de migració
El Getica de Jordanes compta amb una sèrie de reis llegendaris gots anteriors al segle IV: Berig (el líder dels gots originals durant la seva migració des de Scandza fins a Oium), i Filimer fill de Gadaric ("la cinquena generació des de Berig"). Un líder got dit Cniva és enregistrat a la batalla d'Abritus del 250.
Àtila l'hun es va intitular a si mateix "Àtila, Descendent del Gran Nimrod. Criat a Ein Guedi. Per la gràcia de Déu, rei dels huns, dels gots, dels danesos, i dels medes. El Terror del Món".

## Antecedents
Entorn el 1100 el Papa s'adreçà a dos reis suecs - Inge el Vell i Halsten Stenkilsson o Haakon el Roig (només apareixen les inicials) - com a rei dels visigots, fet que és interpretat com que només governaven Västergötland, i havien perdut el control sobre la resta del territori.
En la carta papal, datada el 5 de setembre de 1164, el rei Carles VII de Suècia (c 1130–67; regnat 1161–1167) rep el tractament de «rex Sweorum et Gothorum» (en llatí).

## Títol suec
El primer rei que utilitzà de forma regular el títol fou Magnus III de Suècia, sobretot després de derrotar, entorn el 1278, el seu germà Valdemar Birgersson que controlava Västergötland. El primer a tornar a emprar el títol de Sveriges och Götes Konung fou Gustau I de Suècia el qual utilitzà la denominació de Sveriges, Götes och Vendes Konung en la documentació oficial. Entre 1814 i 1905 Sveriges, Norges, Götes och Vendes Konung fou utilitzat, incorporant-hi Noruega. S'utilitzà el títol de Sveriges, Götes och Vendes Konung des de 1905 fins a l'ascensió de Carles XVI Gustau de Suècia el 1973, que fou el primer monarca proclamat oficialment Sveriges Konung («rei de Suècia») i res més

## Títol danès
El primer rei danès en fer servir el títol fou Valdemar IV (regnà de 1340 a 1375), el qual l'adoptà el 1362 després de conquerir Gotland l'any anterior. Els reis danesos seguiren fent servir el títol durant els següents sis-cents anys fins al 1972, quan la reina Margarida II arribà al tron. Ella abandonà l'ús de tots els títols dels seus predecessors excepte el de reina de Dinamarca.